# Oden (Arkansas)
Oden è un comune degli Stati Uniti d'America, situato in Arkansas, nella contea di Montgomery.